# Catherine-Nicole Lemaure
Catherine-Nicole Lemaure   (París, 3 d'agost de 1704 - París, gener 1786) va ser una soprano d'òpera francesa. En 1719, es va unir al cor de l'Òpera de París, i després de 1723 va cantar molts papers principals i titulars durant tota una carrera destacada per jubilacions sobtades i imprevisibles fins a la seva jubilació final el 1744.
El 1719 es va unir al cor de l'"Académie Royale de Musique", més conegut com l'Òpera de París. El seu debut en l'òpera va ser el desembre de 1721, en el paper d'Astrea a Phaëton, una òpera de Lully, el gener d'aquell any li van promocionar unes actuacions a Líbia. El 1723 va començar a tenir papers principals, com Hippodamie in Pirithoüs de Jean-Joseph Mouret i el personatge titular Philomèle a Philomèle de Louis Lacoste. No obstant això, va ser qualificada de capritxosa i volàtil, i de sobte va sortir de l'Òpera el 1725 després d'una representació de Les élémens.

## La rivalitat i l'empresonament durant la nit
Aquest període de la seva carrera va estar marcat per una rivalitat amb Marie Pélissier, que va ser alimentada per audiències dividides entre els cantants. Lemaure va detectar un repte i va tornar de la seva jubilació. Això va causar "disputes" durant la primera carrera de Pirame et Thisbé i va començar la rivalitat entre els sopranos i els seus fans, anomenats "mauriens" i els "pélissiens" després dels seus ídols. Lemaure es va retirar de nou des de 1727 fins a 1730, tornant a Hésione, seguit per cantar Oriane a Amadis el 1731, Iphise a la primera carrera de Jephté el 1732, personatge titular en Issé el 1733 i Iphigénie en 1734. Iphigénie en Tauride. El 1735 es va veure obligada a aparèixer en la reactivació de Jephté aquell any per amenaces de presó si no ho feia; per tant, va bombardejar intencionadament l'actuació i va ser escridassada pel públic després que ella es va negar a continuar, va ser detinguda durant la nit a For-l'Évêque, una presó parisenca, fins que va tornar la nit següent per cantar el paper correctament. El 1735 va prendre una altra jubilació.
En 1740, Lemaure va tornar a l'escenari. Va rebre ovacions per les seves actuacions d'Oriane i d'Iphise aquest any. En 1744, va assumir el paper d'Iphise a Dardanus de la mateixa Pélissier, que havia exercit aquest paper com a membre del seu primer treball. Va entrar en la seva jubilació final aquest any, no a través de deficiències en el rendiment, sinó a través del caràcter de capritxosa.
En 1762, Lemaure es va casar amb el baró de Montbruel. Va morir a París el 14 de gener de 1786.

## Anàlisi artístic
Lemaure tenia una veu destacada per la seva rara bellesa i instintivament va aconseguir molta grandesa a l'escenari, especialment en papers tràgics. A mesura que el públic continuava idolatrant-la, comparaven el seu talent vocal excepcional amb l'experiència artística de Pélissier, amb Voltaire escrivint que preferia "Pélissier pour son art, i el Maure pour sa voix". Va tenir una "fascinació personal en el rendiment" i va rebre molta descripció de Jean-Benjamin de La Borde. Voltaire va escriure el 1741 que "sense la veu del Maure, i el canard de Vaucanson, no hauria de ser capaç de ressuscitar la glòria de la França". ("Sense la veu de Le Maure i de l'ànec de Vaucanson, no tindríeu res per recordar-vos la glòria de França.")
Tot i que es va retirar el 1744, Voltaire i el Mercure de France van continuar elogiant-la i es van referir a la seva obra fins als anys 1770.

## Repertori
Lemaure va exercir molts papers al llarg de la seva carrera:
- Astrea a Phaëton (Lully), 1721
- Líbia a Phaëton (Lully), 1722
- Hippodamie a Pirithoüs (Mouret), 1723 (rol creat)
- Philomèle a Philomèle (Lacoste), 1723
- Pomone a Les élémens (Destouches, Delalande), 1725
- Un paper a Hésione (Campra), 1730
- Oriane a Amadis (Lully), 1731, 1740
- Iphise a Jephté (Montéclair), 1732 (paper creat), 1735, 1740
- Issé a Issé (Destouches), 1733
- Iphigénie a Iphigénie en Tauride (Desmarets, Campra), 1734
- Iphise a Dardanus (Rameau), 1744